# غلثى أوشيرية
غلثى أوشيرية (الاسم العلمي:Caralluma aucheriana) هي نوع من النباتات تتبع جنس الغلثى من الفصيلة الدفلية.